# 90e Legerkorps
Het Duitse 90e Legerkorps (Duits: Generalkommando LXXXX. Armeekorps, in sommige documenten ook XC. Armeekorps genoemd) was een Duits legerkorps van de Wehrmacht tijdens de Tweede Wereldoorlog. Het korps vocht alleen in Frankrijk en Duitsland. 

## Krijgsgeschiedenis

### Oprichting
Oprichting 1: Het 90e Legerkorps werd opgericht op 17 november 1942 bij de “Deutschen General Rom” in Italië. De staf werd daarbij uit de “Stab Nehring”  gevormd. Op 8 december 1942 werden de reeds gevormde delen omgevormd tot staf van het nieuwe 5e Pantserleger in Tunesië.

Oprichting 2: Het 90e Legerkorps werd opnieuw opgericht op 19 november 1944 in de Elzas door omdopen van het 4e Luftwaffen-Feldkorps. Daarmee trad het korps toe tot het Heer.

### Inzet

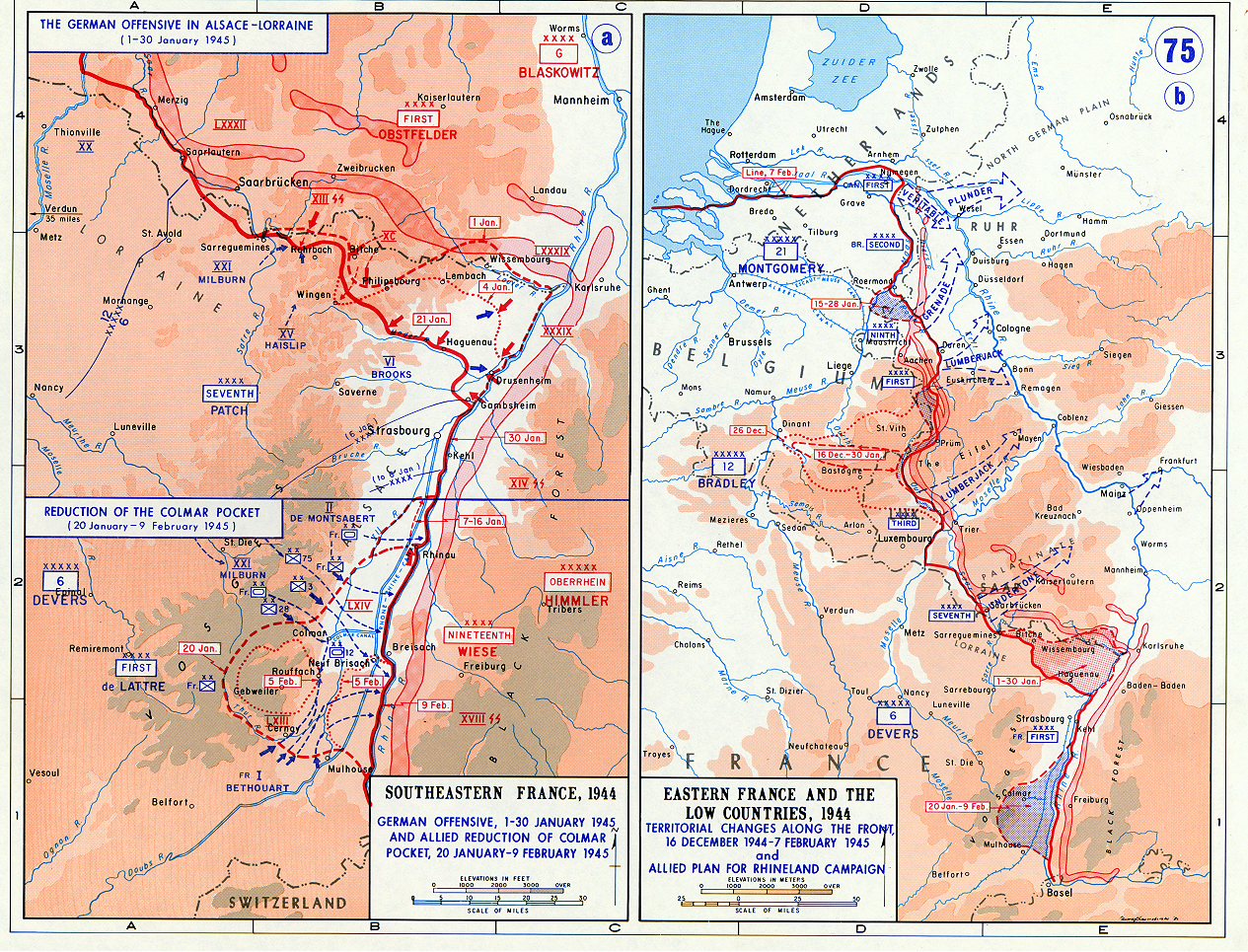
Operatie Nordwind

Op 26 november 1944, tijdens een reorganisatie van de geallieerde troepen, bevond het korps zich in een uitstekende defensieve positie, aan de westelijk toegang tot Colmar. Vervolgens werd het korps de Colmar-pocket ingedrongen. Op 10 december werd het korps echter verplaatst naar het 1e Leger, in de noord-Elzas. Op 31 december startten de Duitsers Operatie Nordwind, een tegenoffensief in de Elzas. Het korps nam deel met de 257e en 559e Volksgrenadierdivisies. Tezamen met het 89e Legerkorps werd ongeveer  15 km opgerukt rond Bitche. Tot 25 januari 1945 duurden de Duitse aanvallen voort, maar toen was het offensief voorbij. De volgende maand bleef het korps op zijn plaats in de noord-Elzas. Bij het begin van het geallieerde offensief in de Saar-Pfalz driehoek, vanaf 12 maart, verdedigde het korps deze frontlijn nog steeds. Het korps werd aangevallen door eenheden van US 7e Leger. Al snel moest het korps terugtrekken, eerst richting het noorden. Daar kon rond 19 maart de Westwall rond Wissembourg een tijdje gehouden worden. Daarna ging het verder naar de Rijn. Tot aan 24 maart stak het korps de Rijn over bij  Germersheim. Maar dit was eigenlijk geen korps meer, maar restanten. Het US 7e Leger schatte in dat de twee betrokken Duitse legers in deze korte veldtocht 75 tot 80% van hun infanteriesterkte verloren. Op 3 april bevond het korps zich net oostelijk van  Karlsruhe. Eind april 1945 bevond het korps zich in het Ertsgebergte, als onderdeel van het 4e Pantserleger. Op 7 mei 1945 beschikte het korps over Div.Nr. 469, Div.Nr. 464, Kampfguppe Brandt en Kampfgruppe Döpping.

Het 90e Legerkorps capituleerde op 8 mei 1945 aan Sovjet troepen in het Ertsgebergte.

## Bovenliggende bevelslagen
| Leger          | Legergroep         | Plaats/regio      | Begin            | Eind             |
| -------------- | ------------------ | ----------------- | ---------------- | ---------------- |
| in oprichting  | OB Süd             | Tunis             | 17 november 1942 | 8 december 1943  |
|                |                    |                   |                  |                  |
| 19. Armee      | Heeresgruppe G     | Elzas             | 19 november 1944 | 10 december 1944 |
| 1. Armee       | Heeresgruppe G     | Elzas             | 10 december 1944 | 30 maart 1945    |
| 7. Armee       | Heeresgruppe G     | Hessen, Thüringen | 30 maart 1945    | eind april 1945  |
| 4. Panzerarmee | Heeresgruppe Mitte | Erzgebirge        | eind april 1945  | 8 mei 1945       |

## Commandanten
| Rang                     | Naam           | Begin            | Eind            |
| ------------------------ | -------------- | ---------------- | --------------- |
| General der Panzertruppe | Walter Nehring | 17 november 1942 | 8 december 1942 |
| General der Flieger      | Erich Petersen | 19 november 1944 | 8 mei 1945      |